# Breinigerberg

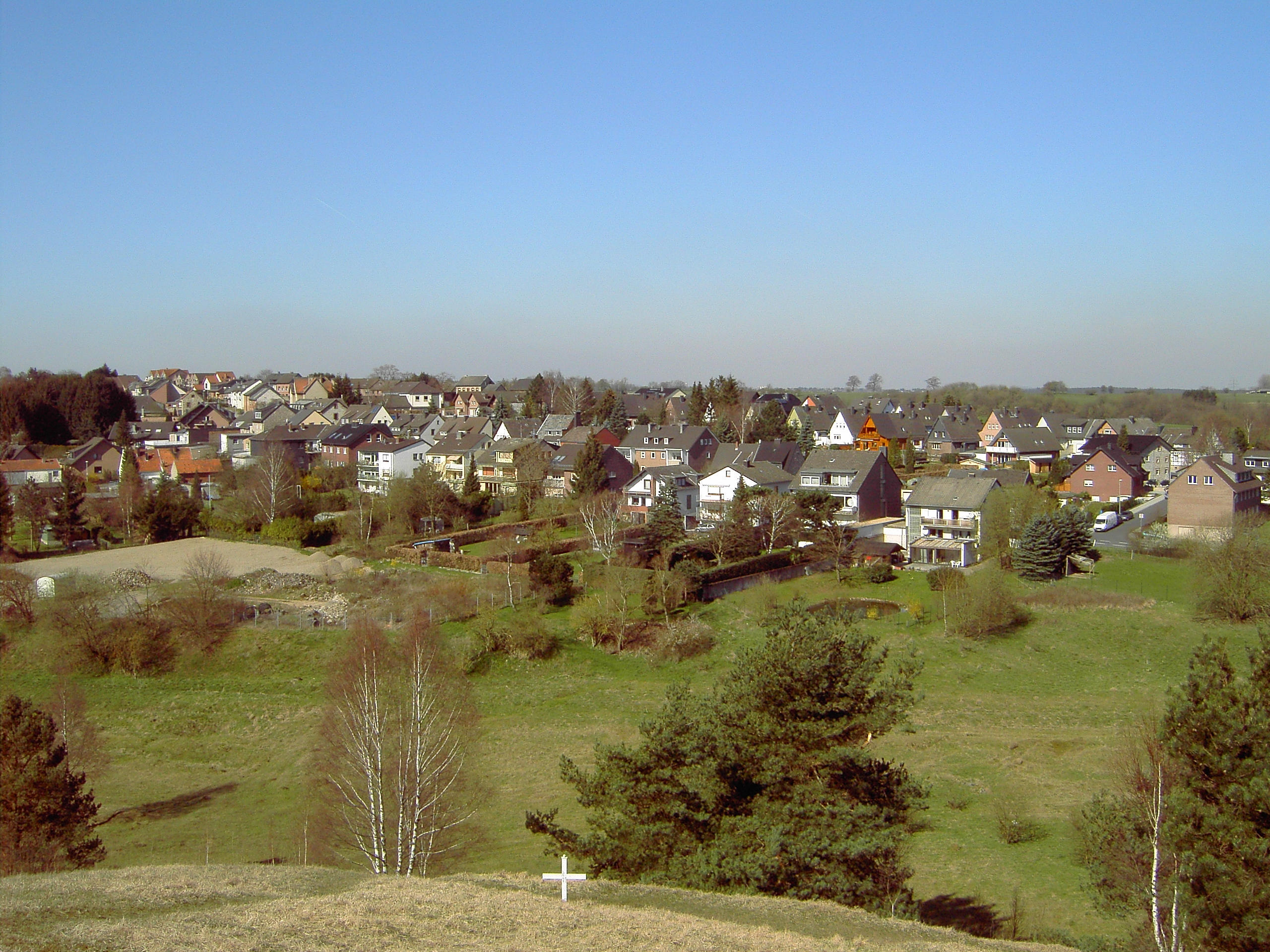
Breinigerberg

Breinigerberg este un cartier al orașului Stolberg, situat în landul Renania de Nord-Westfalia în Germaniei, la granița cu Belgia și Olanda, și la 14 de km vest de Aachen.

## Populația
Azi are peste 971 de locuitori.

## Turism
Schlangenberg